# 新上五島町立若松中学校
新上五島町立若松中学校（しんかみごとうちょうりつ わかまつちゅうがっこう）は長崎県南松浦郡新上五島町若松郷にある公立中学校。

## 概要
歴史
1947年（昭和22年）創立。2012年（平成24年）に創立65周年を迎えた。
校区
長崎県南松浦郡新上五島町若松地区、奈良尾地区全域。
小学校区は新上五島町立若松中央小学校、新上五島町立若松東小学校、新上五島町立奈良尾小学校
校訓
「希望・忍耐・感謝」
校章
葉の絵を背景にして「中」の文字を置いている。
校歌
歌詞は3番まであり、各番に校名の「若松中学校」が登場する。

## 沿革
- 1947年（昭和22年）4月1日 - 学制改革（六・三制の実施）が行われる。
  - 若松第一国民学校の初等科が改組され、若松村立第一小学校となる。
  - 国民学校高等科は青年学校と統合され、新制中学校「若松村立第一中学校」となる。
- 1948年（昭和23年）4月1日 - 「若松村立若松中学校」に改称。
- 1956年（昭和31年）9月25日 - 若松町の発足[1]により、「若松町立若松中学校」に改称。
- 1979年（昭和54年）頃 - 校地・校舎を若松郷281番地（若松小学校の隣接地。現・新上五島町若松国保診療所）から長崎県立中五島高等学校若松校舎跡地（現在地）に移転。
- 1988年（昭和63年）4月1日 - 若松町立間伏中学校を統合。
- 1991年（平成3年）- 若松大橋が開通し、中通島とつながる。
- 1994年（平成6年）4月1日 - 若松町立日島中学校を統合。
- 2004年（平成16年）8月1日 - 新上五島町の発足により、「新上五島町立若松中学校」（現校名）に改称。
- 2005年（平成17年）
  - 4月1日 - 特殊学級を設置。
  - 9月 - 完全学校給食を開始。スクールバス・ボートのダイヤを改正。
- 2006年（平成18年）3月 - 体育館の改修工事を完了。
- 2009年（平成21年）- アンジェラ・アキがNHK全国学校音楽コンクールの活動の一環で本校を訪問する
- 2011年（平成23年）3月 - 校舎の耐震工事が完了。管理棟の屋上に太陽光発電システムを設置。
- 2011年（平成23年）- 本校の合唱活動をモデルにした青春小説「くちびるに歌を」が発表される(学校名の別名表記と女子制服が実際の本校と異なりセーラー服となる)。
- 2015年（平成27年）-　「くちびるに歌を」が先生役の新垣結衣主演で映画化。
- 2022年（令和4年）-　「くちびるに歌を」が先生役の森保まどか主演で東京都葛飾区・かめありリリオホールで舞台化。
- 2024年（令和6年）4月1日 - 新上五島町立奈良尾中学校を統合[2]。奈良尾地区が通学区域となる。

## 制服
- 男子　
  - 冬服は標準的な学生服上下である。
  - 夏服はカッターシャツ、スラックスである。
- 女子　
  - 冬服はブレザー、ブラウス、吊りスカートである。
  - 夏服はブラウス、吊りスカートである。

## 周辺
- 新上五島町立若松小学校
- 新上五島町役場若松支所
- 若松港ターミナル

## アクセス
最寄りのバス停
- 西肥自動車（西肥バス）五島営業所「若松支所前」
- 新上五島町営バス「役場前」

最寄りの県道
- 長崎県道169号日ノ島猿浦線

最寄りの港
- 若松港 - 五島旅客船が福江港との間にフェリー・高速船を運行している。

## 参考資料
- 「若松町誌」（1980年（昭和55年）3月1日発行, 若松町役場）p.208